# Leila Lopes
Leila Lopes, teljes nevén Leila Luliana da Costa Vieira Lopes Umenyiora (Benguela, Angola, 1986. február 26. –) angolai szépségkirálynő, a 2011. évi, 60. Miss Universe verseny győztese.
Lopes Angolában született, üzleti tanulmányokat folytat Nagy-Britanniában. Ott nyerte meg a Miss Angola verseny egyik elődöntőjét és a Miss Angola UK címet. Győzelmét kritizálta az országban élő angolai közösség, azt állítva, hogy abban az időben Lopes nem az Egyesült Királyság lakosa volt. Elődöntős eredménye birtokában vett részt 2010. decemberében a Miss Angola 2010 versenyen, amit megnyert, elnyerve ezzel a Miss Universe 2011 versenyen való indulási jogot. A Miss Angola versenyen övé lett a Miss Photogenic különdíj is.
2011. szeptember 12-én Brazíliában, São Paulóban, 88 vetélytársát legyőzve elnyerte a Miss Universe 2011 címet. Ő az első angolai, és a negyedik afrikai nő, aki a verseny 60 éves története alatt elnyerte ezt a címet.

## Fordítás
Ez a szócikk részben vagy egészben  a   Leila Lopes című angol Wikipédia-szócikk ezen változatának fordításán alapul.  Az eredeti cikk szerkesztőit annak laptörténete sorolja fel. Ez a jelzés csupán a megfogalmazás eredetét és a szerzői jogokat jelzi, nem szolgál a cikkben szereplő információk forrásmegjelöléseként.

## Videók
- Miss Universe 2011 - A győztes kihirdetése - YouTube. youtube.com, 2011 [last update]. (Hozzáférés: 2011. szeptember 15.)
- Miss Universe 2011 - Top 5 & Final Question - YouTube. youtube.com, 2011 [last update]. (Hozzáférés: 2011. szeptember 15.)